# Ключевской (природный парк)
Природный парк «Ключевской» — особо охраняемая природная территория на Камчатке.
Природный парк был образован 14 декабря 1999 года. Располагается между долиной реки Камчатки и Восточным хребтом в центральной части Камчатского полуострова. Площадь — 372 600,76 га. В парке находятся 13 вулканов и 47 ледников.

## Климат
На территории природного парка в целом континентальный климат, но выделяются районы с субокеаническим и субконтинентальным климатом. Самые тёплые месяцы в году — июль и август, самый холодный — февраль.

## Флора и фауна
На территории природного парка произрастает 420 видов сосудистых растений. Распространены рододендроны камчатский и золотистый, арктоус альпийский, кассиопея плауновидная, гарримонелла Стеллера, багульник стелющийся, одноцветка крупноцветковая, филлодоце алеутская. В парке большое количество грибов и ягод: жимолость, княженика, голубика, брусника, грибы белые, подосиновики и подберёзовики. Древесные виды включают лиственницу, ель, каменную берёзу, кедровый стланик и др. Здесь обитают снежный баран, лось, росомаха, рысь, бурый медведь, заяц. В парке гнездятся дикие утки, гуси, куропатки, каменные глухари, лебеди, белоплечие орланы.